# 205P/Джакобини
Комета Джакобини (205P/Giacobini) — слабая короткопериодическая комета из семейства Юпитера, которая была обнаружена 4 сентября 1896 года французским астрономом Мишелем Джакобини. Он описал её как небольшой диффузный объект 11,3 m звёздной величины с округлой комой в 1 ' угловую минуту в поперечнике и центральной конденсацией. Комета активно наблюдалась вплоть до 5 января 1897 года после чего надолго была потеряна. Повторно её удалось обнаружить лишь в 2008 году и с тех пор регулярно наблюдалась при каждом её возвращении. Комета обладает сравнительно коротким периодом обращения вокруг Солнца — чуть более 6,6 года.

Орбита кометы Джакобини и её положение в Солнечной системе

## История наблюдений
Комета наблюдалась многими астрономами весь сентябрь. К 26 сентября стали появляться первые сообщения о возможном расколе кометы — H. J. A. Perrotin, используя 76-сантиметровый рефрактор обсерватории Ниццы, обнаружил чрезвычайно слабый спутник очень близко к основному ядру. Он наблюдал его ещё на протяжение двух ночей, но это были единственные непосредственные наблюдения второго фрагмента, в дальнейшем о его наличии можно было судить только по образованию второй конденсации внутри комы, а начиная с октября комета начала быстро угасать, — к 7 ноября комета выглядела уже как очень слабая рассеянная туманность с центральным сгущением, едва различимая в 46- см рефрактор. В последний раз комету удалось наблюдать 5 января 1897 года британскому астроному У. Дж. Хасси с помощью 91-сантиметрового рефрактора Ликской обсерватории. Как показали более поздние расчёты 1978 года ядро кометы могло расколоться 24 апреля 1896 года.
Первая параболическая орбита была рассчитана Х. К. Ф. Крейцем с использованием положений, охватывающих период с 5 по 7 сентября и указывали в качестве даты перигелия 8 октября 1896 года. Первая эллиптическая орбита, рассчитанная Перротином и Джакобини с использованием положений, охватывающих период с 4 по 27 сентября, отодвинула дату перигелия на 28 октября и оценивала период обращения кометы в 6,65 года.
В последующие годы комету долго не удавалось обнаружить, пока 10 сентября 2008 года она не попала в объектив телескопа японского астронома Коити Итагаки, в ходе его обычной программы поиска сверхновых звёзд. Первые фотоснимки кометы были получены с помощью 60-сантиметрового отражателя и ПЗС-камеры и показали звездную величину 13,5 m. Почти сразу же возникло предположение, что этот объект является ранее утерянной кометой D/1896 R2 (Джакобини). А 22 сентября рядом с кометой были обнаружены ещё два новых фрагмента. Главная комета теперь официально известна как фрагмент "А", ближайший фрагмент теперь является фрагментом "В", в то время как наиболее удалённый объект стал называться фрагментом "С". Фрагмент "B" примерно на четыре величины слабее, чем "A", в то время как "C" на пять величин слабее, чем фрагмент "A".

### Сближения с планетами
В течение XX века комета дважды подходила к Юпитеру ближе, чем на 1 а. е. и ещё три таких сближения ожидается в XXI веке.
- 0,89 а. е. от Юпитера 8 июля 1932 года;
- 0,82 а. е. от Юпитера 10 января 1992 года;
- 0,97 а. е. от Юпитера 20 декабря 2039 года;
- 0,93 а. е. от Юпитера 22 февраля 2051 года;
- 0,90 а. е. от Юпитера 9 апреля 2099 года.